# 蒙皮托勒
蒙皮托勒（法語：Montpitol，法語發音：[mɔ̃pitɔl]）是法国上加龙省的一个市镇，属于图卢兹区。

## 地理
蒙皮托勒（43°42'17"N, 1°38'58"E）面积5.96 平方千米，位于法国奧克西塔尼大區上加龙省，该省份为法国西南部内陆省份，西南端与西班牙接壤，自此顺时针与上比利牛斯省、热尔省、塔恩-加龙省、塔恩省、奥德省和阿列日省接壤。
与蒙皮托勒接壤的市镇（或旧市镇、城区）包括：罗克塞里耶尔、加里格、阿扎、蒙塔斯特吕克-拉孔塞耶尔、圣让莱尔姆、韦尔费伊。

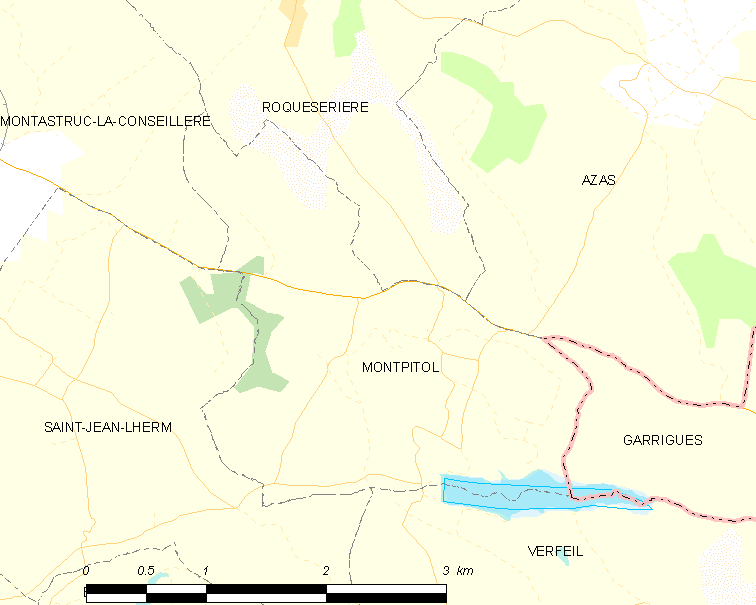
蒙皮托勒的OSM定位图

蒙皮托勒的时区为UTC+01:00、UTC+02:00（夏令时）。

## 行政
蒙皮托勒的邮政编码为31380，INSEE市镇编码为31388。

## 政治
蒙皮托勒所属的省级选区为佩什博尼约县。

## 人口

1962-2008年间蒙皮托勒人口变化图示

蒙皮托勒于2022年1月1日时的人口数量为341人。